# Beaune-d'Allier
Pour les articles homonymes, voir Beaune (homonymie).
Beaune-d'Allier (beaunois : Biaune) est une commune française située dans le département de l'Allier, en région Auvergne-Rhône-Alpes.

## Géographie

### Localisation
Ses communes limitrophes sont :
| Louroux-de-Beaune |                          | Saint-Bonnet-de-Four |
| Hyds              | Beaune-d'Allier          | Blomard, Vernusse    |
|                   | Lapeyrouse (Puy-de-Dôme) |                      |

### Hydrographie
C'est sur son territoire que la rivière l’Œil prend naissance.

### Voies de communication et transports
La commune est traversée par la route départementale 4, reliant Montmarault (au nord-est) à Lapeyrouse et à Saint-Éloy-les-Mines, 37 (vers Hyds), 158 (vers Louroux-de-Beaune et Bézenet) et 458.

### Climat
Pour des articles plus généraux, voir Climat d'Auvergne-Rhône-Alpes et Climat de l'Allier.
En 2010, le climat de la commune est de type climat océanique dégradé des plaines du Centre et du Nord, selon une étude du CNRS s'appuyant sur une série de données couvrant la période 1971-2000. En 2020, Météo-France publie une typologie des climats de la France métropolitaine dans laquelle la commune est exposée à un climat de montagne ou de marges de montagne et est dans la région climatique Ouest et nord-ouest du Massif Central, caractérisée par une pluviométrie annuelle de 900 à 1 500 mm, maximale en automne et en hiver.
Pour la période 1971-2000, la température annuelle moyenne est de 10,1 °C, avec une amplitude thermique annuelle de 15,7 °C. Le cumul annuel moyen de précipitations est de 824 mm, avec 10,9 jours de précipitations en janvier et 7,5 jours en juillet. Pour la période 1991-2020, la température moyenne annuelle observée sur la station météorologique de Météo-France la plus proche, sur la commune de Montmarault à 7 km à vol d'oiseau, est de 11,2 °C et le cumul annuel moyen de précipitations est de 811,6 mm,. Pour l'avenir, les paramètres climatiques de la commune estimés pour 2050 selon différents scénarios d'émission de gaz à effet de serre sont consultables sur un site dédié publié par Météo-France en novembre 2022.

## Urbanisme

### Typologie
Au 1er janvier 2024, Beaune-d'Allier est catégorisée commune rurale à habitat très dispersé, selon la nouvelle grille communale de densité à 7 niveaux définie par l'Insee en 2022.
Elle est située hors unité urbaine et hors attraction des villes,.

### Occupation des sols

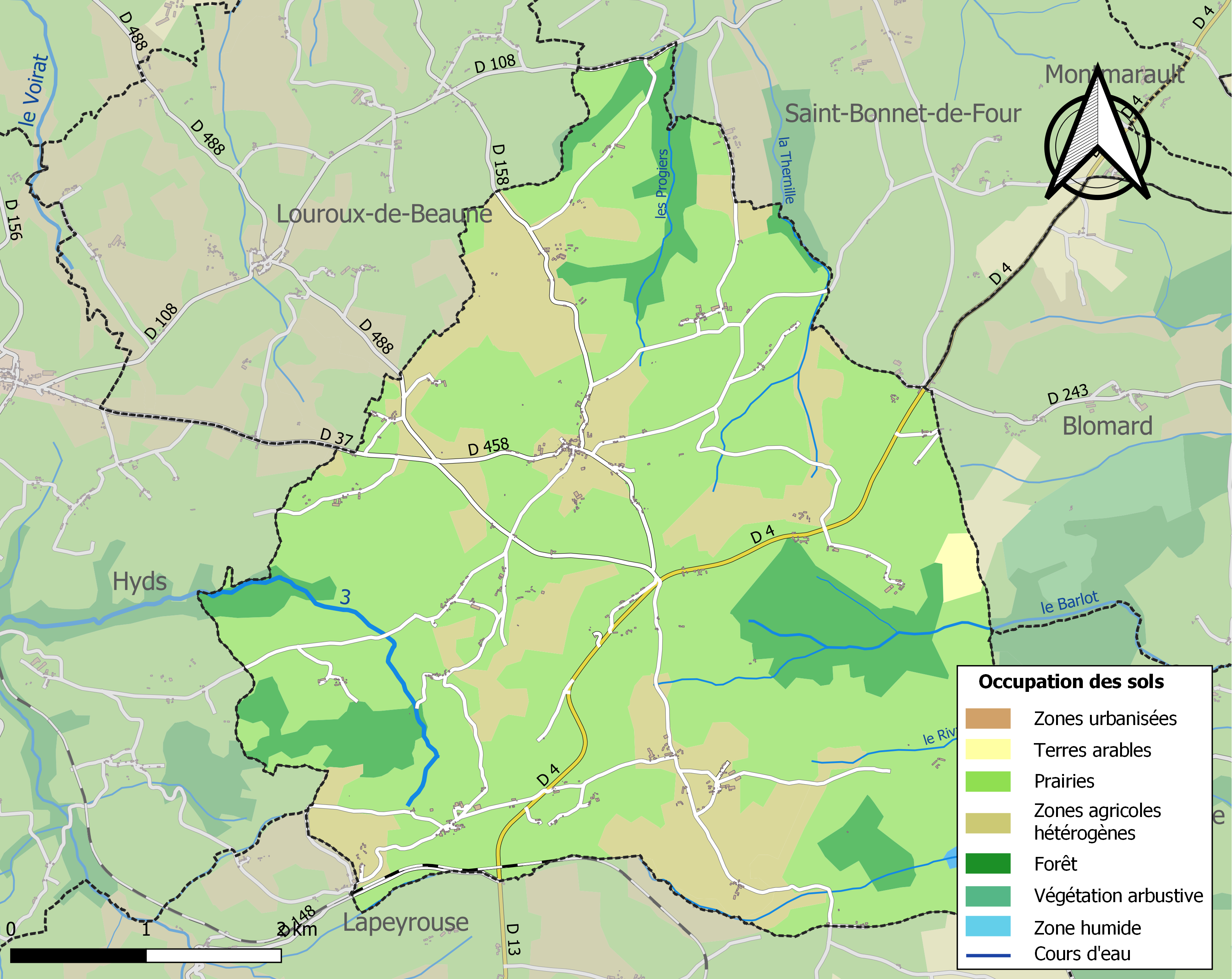
Carte des infrastructures et de l'occupation des sols de la commune en 2018 (CLC).

L'occupation des sols de la commune, telle qu'elle ressort de la base de données européenne d’occupation biophysique des sols Corine Land Cover (CLC), est marquée par l'importance des territoires agricoles (88,2 % en 2018), en diminution par rapport à 1990 (90,9 %). La répartition détaillée en 2018 est la suivante : prairies (67,5 %), zones agricoles hétérogènes (20,1 %), forêts (11,2 %), terres arables (0,6 %), eaux continentales (0,6 %).
L'IGN met par ailleurs à disposition un outil en ligne permettant de comparer l’évolution dans le temps de l’occupation des sols de la commune (ou de territoires à des échelles différentes). Plusieurs époques sont accessibles sous forme de cartes ou photos aériennes : la carte de Cassini (XVIIIe siècle), la carte d'état-major (1820-1866) et la période actuelle (1950 à aujourd'hui).

## Toponymie
Le nom de Beaune, attesté en 1351 sous la forme Belna, remonte au gaulois et est certainement une référence au dieu gaulois Belenos, qui devait recevoir un culte à cet endroit. Le souvenir de Belenos, dieu guérisseur, souvent associé à des sources curatives, se retrouve dans la fontaine Saint-A(i)gnan, source sacrée gauloise christianisée réputée pour ses vertus curatives notamment pour les maladies oculaires.
Le nom du village est Beune en parler local du Croissant, zone où se rejoignent et se mélangent l'occitan et la langue d'oïl.

## Histoire
Beaune-d'Allier s'est développé autour d'une motte castrale et était au Moyen Âge un bourg fortifié, à la limite de l'Auvergne et du Bourbonnais.
Sa situation à la frontière de l'Auvergne (pays rédimé de gabelle) et du Bourbonnais (pays de grande gabelle) en faisait un lieu de passage des faux-sauniers. La maison de l'Octroi (XIIIe siècle) était un ancien poste des gabelous, qui luttaient contre la contrebande.
Beaune se trouvait sur le trajet du tacot (Réseau ferré secondaire de l'Allier) reliant Sancoins à Lapeyrouse, qui a fonctionné de 1892 à 1949. La ligne passait entre le château de Sallebrune et l'étang de Rivalais et une halte desservait le village.

## Politique et administration

### Découpage territorial
La commune de Beaune-d'Allier est membre de la communauté de communes Commentry Montmarault Néris Communauté, un établissement public de coopération intercommunale (EPCI) à fiscalité propre créé le 1er janvier 2017 dont le siège est à Commentry. Ce dernier est par ailleurs membre d'autres groupements intercommunaux.
Sur le plan administratif, elle est rattachée à l'arrondissement de Montluçon, au département de l'Allier et à la région Auvergne-Rhône-Alpes. Sur le plan électoral, elle dépend du  canton de Commentry pour l'élection des conseillers départementaux, depuis le redécoupage cantonal de 2014 entré en vigueur en 2015, et de la deuxième circonscription de l'Allier  pour les élections législatives, depuis le dernier découpage électoral de 2010.

### Administration municipale
Jacques Philip a été élu au premier tour des élections municipales de 2020. Le conseil municipal, réuni en mai pour élire le maire, a désigné deux adjoints.
| Période                                  | Période                    | Identité              | Étiquette | Qualité                   |
| ---------------------------------------- | -------------------------- | --------------------- | --------- | ------------------------- |
| Les données manquantes sont à compléter. |                            |                       |           |                           |
| avant 1981                               | ?                          | Robert Lajoie         | PCF       |                           |
| mars 2001                                | mars 2008                  | Marie-Claude Moncelon |           |                           |
| mars 2008                                | mars 2014                  | Jean Clement          |           |                           |
| mars 2014                                | mai 2020                   | Jean-Jacques Mercier  |           | Retraité de l'agriculture |
| mai 2020                                 | En cours (au 10 juin 2020) | Jacques Philip        |           |                           |

## Population et société

### Démographie
Les habitants de la commune sont appelés les Beaunois et les Beaunoises.
L'évolution du nombre d'habitants est connue à travers les recensements de la population effectués dans la commune depuis 1793. Pour les communes de moins de 10 000 habitants, une enquête de recensement portant sur toute la population est réalisée tous les cinq ans, les populations de référence des années intermédiaires étant quant à elles estimées par interpolation ou extrapolation. Pour la commune, le premier recensement exhaustif entrant dans le cadre du nouveau dispositif a été réalisé en 2008.

En 2022, la commune comptait 293 habitants, en évolution de +1,03 % par rapport à 2016 (Allier : −1,38 %, France hors Mayotte : +2,11 %).
| 1793  | 1800 | 1806 | 1821  | 1831  | 1836  | 1841  | 1846  | 1851  |
| ----- | ---- | ---- | ----- | ----- | ----- | ----- | ----- | ----- |
| 1 045 | 866  | 937  | 1 081 | 1 171 | 1 185 | 1 200 | 1 214 | 1 223 |

| 1856  | 1861  | 1866  | 1872  | 1876  | 1881  | 1886  | 1891  | 1896  |
| ----- | ----- | ----- | ----- | ----- | ----- | ----- | ----- | ----- |
| 1 128 | 1 096 | 1 039 | 1 128 | 1 112 | 1 125 | 1 151 | 1 123 | 1 054 |

| 1901 | 1906 | 1911 | 1921 | 1926 | 1931 | 1936 | 1946 | 1954 |
| ---- | ---- | ---- | ---- | ---- | ---- | ---- | ---- | ---- |
| 980  | 983  | 902  | 762  | 726  | 683  | 638  | 589  | 547  |

| 1962 | 1968 | 1975 | 1982 | 1990 | 1999 | 2006 | 2008 | 2013 |
| ---- | ---- | ---- | ---- | ---- | ---- | ---- | ---- | ---- |
| 490  | 462  | 405  | 327  | 280  | 270  | 286  | 290  | 294  |

| 2018 | 2022 | - | - | - | - | - | - | - |
| ---- | ---- | - | - | - | - | - | - | - |
| 293  | 293  | - | - | - | - | - | - | - |

## Culture locale et patrimoine

### Lieux et monuments
- L'église Saint-Aignan qui a perdu au fil des siècles son aspect primitif. Elle date du XIIe siècle pour la nef, des agrandissements ont eu lieu aux XVIe et XIXe siècles.
- Le château de Sallebrune ,du XVIIe siècle, inscrit au titre des monuments historiques en 1992[26].
- Le château des Guillaumets, du XVIIIe siècle.
- Le château de Villars, du XIVe siècle.

### Personnalités liées à la commune
- Hippolyte-Marie de La Celle (1863-1930), évêque de Nancy de 1919 à 1930.
- André Malterre (1909-1975), syndicaliste, président de la CGC, dont la famille paternelle et maternelle était de Beaune-d'Allier[27].

## Héraldique
| Blason de Beaune-d'Allier | Blason  | Tiercé en pairle renversé: au 1) de sinople à un soleil d'or; au 2) d'azur semé de fleurs de lis d'or et à la bande de gueules brochante;, au 3) d'azur à trois fasces ondées d'argent et à la mitre de gueules chargée d’une tiercefeuille d’argent brochant sur les fasces; le tout au comble d'or chargé de l'inscription «BEAUNE D'ALLIER» en lettres capitales de sable. |
| Blason de Beaune-d'Allier | Détails | Auteur J-F Binon. Adopté le 24 juin 2024. |